# Zoe Levin
Zoe Levin (Chicago, 24 de novembro de 1993) é uma atriz americana. Ela interpretou Emily no filme de 2013, Palo Alto e Tasha em Beneath the Harvest Sky. Ela interpretou Kara Souders no programa da Fox TV, Red Band Society. Ela ficou conhecida por interpretar Tiffany "Tiff" Chester na comédia de humor ácido de 2019 da Netflix, Bonding. Ela também faz parte do filme inédito The Long Home, dirigido por James Franco.

## Vida pessoal
Zoe Levin nasceu em Chicago e mudou-se para Glencoe quando tinha 11 anos. Ela vem de uma família judaica e estudou na Bernard Zell Anshe Emet Day School antes de se formar na New Trier High School.
Ela começou a atuar muito jovem e participou de sua primeira peça profissional aos 13 anos. Após se formar no colégio, Levin se mudou para Los Angeles para estudar Comunicação e Artes Plásticas na Universidade Loyola Marymount. Enquanto ainda estava cursando na Universidade Loyola Marymount, sua carreira de atriz nos cinemas começou em 2010 ao ser selecionada para desempenhar o papel de Brittany no filme Trust, do diretor David Schwimmer. Isso aconteceu depois de suas apresentações no Looking Glass Theatre de Chicago.
Levin está morando atualmente em Chicago, EUA.

## Filmografia
| Ano       | Título                  | Papel                  | Notas                          |
| --------- | ----------------------- | ---------------------- | ------------------------------ |
| 2010      | Trust                   | Brittany               |                                |
| 2011      | Hawaiian Vacation       | Ervilhas               | Dublagem; Curta-metragem       |
| 2012      | Advantage: Wienberg     | Colleen O'Shaughnessy  | Curta-metragem                 |
| 2013      | The Way, Way Back       | Steph                  |                                |
| 2013      | Arrested Development    | garota do colégio #1   | Episódio: "Señoritis"          |
| 2013      | Palo Alto               | Emily                  |                                |
| 2013      | Beneath the Harvest Sky | Tasha                  |                                |
| 2014–2015 | Red Band Society        | Kara Souders           | Elenco principal; 13 episódios |
| 2016      | Relationship Status     | Libby                  | 3 episódios                    |
| 2018      | Summertime              | Lydia                  |                                |
| 2019–2021 | Bonding                 | Tiffany "Tiff" Chester | Papel principal; 15 episódios  |
| 2021      | The Long Home           | Amber Rose             |                                |